# Al-Badr al-Jamali
Al-Badr al-Jamālī (in arabo البدر الجمالى‎?; 1015 – 1094) è stato un militare e funzionario armeno, importante visir della dinastia fatimide.
È anche noto come Badr al-Dīn al-Jamālī o con il suo laqab di "Amīr al-juyūsh" (in arabo امير الجيوش‎?, ossia "Comandante degli eserciti"), cui aggiunse anche l'epiteto onorifico di "Badī al-Duʿāt" (in arabo بدى الدعاة‎?, "Capo dei propagandisti"). Fu l'"uomo forte" al servizio della declinante dinastia fatimide, all'epoca dell'imam al-Mustanṣir bi-llāh, che lo nominò visir militare.
Fu anche padre di al-Afḍal Shāhanshāh, che gli succedette nel visirato.

## Biografia
Armeno di estrazione, fu acquistato come schiavo da un Emiro siriano, Jamāl al-Dawla b. ʿAmmār, per un prezzo relativamente basso e si convertì all'Islam. Più tardi entrò a far parte del corpo dei mamelucchi che faceva parte del dispositivo militare fatimide e, in seguito ai suoi meriti, fu poi nominato wali di Acri.
La drammatica crisi economica, e perfino alimentare, dell'Imamato ne accelerò le fortune.

Carestia ed epidemie provocarono gravissime turbolenze nell'esercito fatimide, fino ad allora valido strumento di potere nelle mani della dinastia. L'elemento turco delle forze armate si spinse con incredibile iattanza a depredare nel 1068 la stessa capitale, pur di vedersi pagato il soldo arretrato. A essere razziata fu la Khizānat al-kutub della Dār al-Ḥikma e centomila libri in essa contenuti furono depredati a favore delle botteghe degli antiquari librai, o  
(C. Lo Jacono, Storia del mondo islamico (VII-XVI secolo). I - Il Vicino Oriente, Torino, Einaudi, 2003, p. 292.)
Fu giocoforza per l'Imam al-Mustanṣir chiedere nel 1073 l'intervento dell'armeno al-Badr al-Jamālī, che però pretese di avere mano libera per rivoluzionare l'esercito, dal quale allontanò i più ribelli e indisciplinati, sostituendo Berberi e Turchi con gli Armeni.

Al-Badr al-Jamālī tassò poi i mercanti più ricchi per ottenere i capitali necessari ai suoi piani di riassetto economico del Paese, conseguendo presto che il prodotto interno lordo lievitasse del 25% rispetto agli anni precedenti il suo arrivo.

Fu nominato Amīr al-Juyūsh nel 1074 e rimase al potere fino al 1094, anno della sua morte. La sua autorità per tutto questo periodo fu pressoché assoluta e incontestata. e fu grazie al suo polso e alla sua intelligenza che il Paese poté riprendersi, dando nuovo impulso all'urbanistica con la realizzazione di importanti opere pubbliche e con il restauro di quelle danneggiate dai moti di piazza e dall'incuria dei governanti precedenti al suo arrivo, 
(Ivi, p. 293.)
Un motivo di ribellione fra gli Ismailiti (l'anima ideologica dell'Imamato fatimide) si ebbe però in seguito a una disputa su quale Imam fosse destinato a diventare il 19º califfo fatimide dopo la morte di al-Mustanṣir bi-llāh. Mentre fu inizialmente designato come erede al trono Nizar, il giovane fratello di costui Mustaʿlī fu con un colpo di mano elevato alla suprema dignità con l'aiuto del figlio di al-Badr al-Jamālī, il vizir al-Afdal Shahanshah, la cui figlia era andata sposa a Mustaʿlī. Al-Afḍal b. Badr al-Jamālī affermò che l'Imam al-Mustanṣir aveva cambiato idea sul letto di morte, privilegiando Mustaʿlī.

## Morte
Morì di morte naturale nel 1094. L'Imam al-Mustanṣir, che aveva regnato per quasi 60 anni (un record per i sovrani musulmani, non solo fatimidi), morì anch'egli pochi mesi più tardi.

## Monumenti commissionati da al-Badr al-Jamālī
Al-Badr al-Jamālī fece costruire numerosi monumenti, tra cui:
- al-Jāmiʿa al-Juyūshī
- Bāb al-Futūḥ
- Bāb al-Naṣr
- Bāb Zuweyla